# Andreas Andersson (calciatore 1991)
Andreas Johny Sebastian Andersson (Borås, 22 febbraio 1991) è un calciatore svedese, portiere svincolato.

## Carriera
Nel 2011, a 20 anni, ha vissuto la sua prima esperienza al di fuori del settore giovanile con il prestito in terza serie al Trollhättan, con cui avrebbe dovuto giocare la stagione da titolare. Tuttavia, dopo sole due partite, l'Elfsborg lo ha richiamato alla base per fargli ricoprire il ruolo di terzo portiere a seguito dell'infortunio di Jesper Christiansen. Una volta che il danese dell'Elfsborg si è ristabilito, la dirigenza del Trollhättan non ha più voluto Andersson, dichiarando di voler continuare con l'attuale portiere.
Nei quasi due anni in cui è stato aggregato alla prima squadra dell'Elfsborg non ha praticamente mai giocato. L'unica eccezione è stata Floriana-Elfsborg 0-4, sfida di ritorno del primo turno preliminare di UEFA Europa League, con il passaggio del turno che non era comunque in discussione visto l'8-0 dell'andata.
Nel 2013 è stato girato in prestito al Ljungskile, campionato di Superettan. Per gran parte della stagione è stato riserva di Magnus Berglöf, poi nelle ultime giornate si è ritagliato un posto da titolare e ha giocato dieci partite.
Terminato il contratto con l'Elfsborg, Andersson si è accasato al Sirius, rimanendo così in Superettan dopo la parentesi dell'anno precedente. Qui però ha ottenuto spazio fin da subito tanto da non perdere neppure una partita di campionato, collezionando 60 presenze su 60 partite in due stagioni. Nel 2015 ha anche giocato un doppio spareggio contro il Falkenberg per salire in Allsvenskan, promozione sfumata per via della regola dei gol in trasferta.
Nel novembre 2015 è stato presentato come nuovo ingaggio del Gefle, contratto triennale valido a partire dal successivo mese di gennaio. Già dopo poche partite Andersson ha preso il posto dell'esperto Emil Hedvall, giocando le sue prime 22 partite nel massimo campionato svedese. La stagione si è però rivelata travagliata per il Gefle, che ha chiuso al penultimo posto con conseguente retrocessione in Superettan.
Andersson ha continuato a giocare in Allsvenskan con il prestito con diritto di riscatto all'Östersund. Il 13 aprile 2017 l'Östersund ha vinto la sua prima storica Coppa di Svezia, ma tra i pali per i rossoneri c'era Aly Keita, con Andersson rimasto seduto in panchina così come poi è spesso accaduto anche in campionato.
L'8 gennaio 2018 viene acquistato a titolo definitivo, con la firma di un contratto valido fino al 2020.
Dopo un biennio all'Östersund durante il quale ha giocato poco meno di un terzo delle partite di campionato, nel gennaio 2019 Andersson si è trasferito al Dalkurd, squadra che era reduce dalla retrocessione in Superettan patita al termine della precedente stagione. Trovata una rescissione consensuale con il Dalkurd dopo un anno di permanenza, nel febbraio del 2020 Andersson si è unito al GIF Sundsvall, continuando dunque a giocare nel campionato di Superettan. Al termine della Superettan 2021, la squadra ha centrato la promozione nella massima serie. La terza e ultima stagione di Andersson al GIF Sundsvall è stata quella relativa al 2022, quando ha giocato 14 delle 30 partite di campionato in programma, in una stagione conclusa dal club all'ultimo posto.

## Palmarès

### Club

#### Competizioni nazionali
- Coppa di Svezia: 1

Östersund: 2016-2017